# First Citizens BancShares
First Citizens Bancshares, Inc. ist ein US-amerikanisches Finanzunternehmen mit Sitz in Raleigh (North Carolina), das unter anderem die First Citizens Bank umfasst.

## Geschichte
Die Bank wurde am 1. März 1898 als Bank of Smithfield eröffnet. Sie entwickelte sich zur First National Bank of Smithfield und fusionierte mit der Citizens National Bank zur First and Citizens National Bank. Im Jahr 1929 änderte sie ihren Namen in First Citizens Bank and Trust Company. Im Jahr 1986 wurde sie in eine Holdinggesellschaft umgewandelt, die First Citizens BancShares, Inc.
Im Oktober 2020 kündigte First Citizens BancShares die Übernahme der CIT Group für 2,2 Milliarden US-Dollar an und schuf damit eine Regionalbank mit einem Vermögen von rund 100 Mrd. US-Dollar. Die Übernahme wurde im Januar 2022 abgeschlossen. 
Im März 2023 übernahm First Citizens BancShares die Reste der zahlungsunfähigen Silicon Valley Bank von der Federal Deposit Insurance Corporation (FDIC), inklusive 110 Mrd. US-Dollar an Vermögenswerten, 56 Mrd. US-Dollar an Einlagen und 72 Mrd. US-Dollar an Darlehen.